# Мариянс Пахарс
Мариянс Пахарс (на латвийски: Marians Pahars) е бивш латвийски футболист и треньор на националния отбор на Латвия. Играл е като нападател. Най-известен с изявите си на Саутхамптън и латвийският национален отбор. Футболист на годината в Латвия за 1999, 2000 и 2001.

## Кариера
Започва кариерата си в Пардаугара. След година Александърс Старковс го привлича в дублиращия отбор на Сконто – Сконто-Металс. Пахарс бързо се утвърждава и скоро е взет в първия тим. Младокът се представя на страхотно ниво и нанизва 8 гола за 9 мача. Титулярното място на нападателя става неоспоримо. С екипа на Сконто Пахарс става 4 пъти шампион на страната и печели три пъти националната купа. През сезон 1998 вкарва 19 гола в 26 мача и решава да премине в чуждестранен отбор. Изкарва проби в Салернитана, Вердер Бремен и Казино Залцбург.
През март 1999 г. преминава в Саутхамптън, ставайки първият латвиец в Премиършип. На 5 април дебютира за „светците“, а на 17 април вкарва първия си гол. По това време „светците“ се борят за оцеляване във Висшата лига, но в последния мач от сезона побеждават Евертън с 2:0 и запазват мястото си в елита. Мариянс вкарва и двата гола в мача. В следващия сезон латвиецът играе предимно като халф, но става голмайстор на отбора с 13 попадения. Макар че Саутхемптън завършва едва 15-и, Пахарс е възнаграден с нов 5-годишен договор. През 2001/02 Пахарс вкарва 16 гола, а партньорът му в нападение Джеймс Бийти – 14. Така те стават второто най-резултатно дуо през с общо 30 попадения.
През лятото на 2002 играчът получава тежка контузия и записва само 10 мача за целия сезон. През следващия сезон отново травмите ограничават изявите му на терена. През лятото на 2004 г. участва на европейското първенство в Португалия със състава на Латвия, но на подготовката за шампионата влошава контузията си и влиза като резерва в 3-те мача от групата. След края на шампионата става ясно, че Пахарс трябва да пропусне целия сезон. Докато Мариянс е контузен, „светците“ играят много слабо и изпадат.
Дори и в Чемпиъншип латвиецът не успява да възвърне предишната си форма, а контузиите продължават да го мъчат. През лятото на 2006 напуска Саутхамптън като свободен агент. През юли 2006 подписва с кипърския Анортозис. Там играе до края на 2007, след което се завръща в Сконто. Пахарс отново има проблеми с травми, но за 19 мача успява да вкара 8 гола. През 2009 се присъединява към Юрмала, но след 1 изигран мач слага край на кариерата си.
От 2010 е помощник-треньор на Александърс Старковс в Сконто, а от 2011 до 2012 г. е старши треньор на отбора. През 2013 г. поема националния тим на Латвия.

## Успехи

### Клубни
- Шампион на Латвия – 1995, 1996, 1997, 1998
- Купа на Латвия – 1995, 1997, 1998
- Купа на Кипър – 2007

### Индивидуални
- Футболист на годината в Латвия – 1999, 2000, 2001

### Треньорски
- Купа на Латвия – 2012